# Tirà gorjablanc
El tirà gorjablanc (Tyrannus albogularis) és un ocell de la família dels tirànids (Tyrannidae).

## Hàbitat i distribució
Habita les sabanes, matolls de ribera i clars del bosc de les terres baixes des del sud-est de Veneçuela i Guaiana, cap al sud, a través de l'Amazònia, centre i est del Brasil fins al nord-est del Perú i nord de Bolívia.